# SN 2007pq
SN 2007pq – supernowa typu Ia odkryta 15 października 2007 roku w galaktyce A223713+0044. W momencie odkrycia miała maksymalną jasność 22,10m.